# Sinyongsan (metropolitana di Seul)
Sinyongsan (신용산역 - 新龍山驛, Sinyongsan-yeok) è una stazione della metropolitana di Seul servita dalla linea 4 della metropolitana di Seul. Si trova nel quartiere di Yongsan-gu, nel centro della città sudcoreana e vicino alla stazione di Yongsan, presso la quale si può accedere alla linea 1 della metropolitana e a diverse linee Korail.

## Linee
Seoul Metro
● Linea 4 (Codice: 429)

## Struttura
La stazione è costituita da due marciapiedi laterali con due binari passanti sotterranei, protetti da porte di banchina a piena altezza. Sono presenti due aree tornelli, ciascuna riservata a un singolo marciapiede.
| Direzione Danggogae | ● Linea 4 | per Seul, Chungmuro, Changdong, Nowon e Danggogae |
| Direzione centro    | ● Linea 4 | per Sadang, Geumjeong, Jungang e Oido             |

## Dintorni
- Stazione di Yongsan
- E-Mart Yongsan
- CGV Yongsan
- Ufficio postale di Yongsan

## Stazioni adiacenti
| «        | Servizio | »       |
| Linea 4  | Linea 4  | Linea 4 |
| -------- | -------- | ------- |
| Samgakji | -        | Ichon   |